# Slag om Fort Myers
De Slag om Fort Myers vond plaats op 20 februari 1865 in Lee County, Florida tijdens de Amerikaanse Burgeroorlog.

## Achtergrond
Fort Myers werd tijdens de Seminole Indian Wars verlaten. Het werd pas in december 1863 opnieuw bezet door Noordelijke soldaten. Het was het enige fort in Florida die door de Noordelijken was ingenomen. De Noordelijken zouden dit fort gebruiken als uitvalsbasis om het gebied ten noorden van de Caloosahatcheerivier af te stropen op zoek naar vee en boerderijen. Zo hoopten ze om de bevoorrading van het Zuidelijke Army of the Tennessee in Georgia te bemoeilijken. Tegen 1865 hadden de Noordelijken 4.000 stukken vee geroofd.
Het fort werd ook gebruikt als toevluchtsoord voor ontsnapte slaven en sympathisanten van het Noorden. Het garnizoen bestond uit de 2nd Florida Cavalry, een detachement van het 110th New York Infantry en een peloton van de 2nd United States Colored Infantry.
De Zuidelijken stelden een speciaal bataljon samen om de Noordelijke aanvallen te stoppen. Dit bataljon stond onder bevel van kolonel Charles Munnerlyn. Ze kregen de bijnaam Cattle Guard Battalion of Cow Cavalry.

## De slag
Begin februari 1865 werd de Cow Cavalry gestationeerd in Fort Meade, Florida. Ze kregen het bevel om Fort Myers aan te vallen omdat ze informatie in handen hadden gekregen dat de Noordelijken weldra het fort zouden verlaten. Drie pelotons en een kanon vertrokken naar Fort Myers. Ze kampeerden bij Billy’s Creek. De volgende ochtend verrasten ze verschillende Afro-Amerikaanse soldaten die een voorpost bemanden. Ze werden gefusilleerd. Deze schoten waarschuwden de soldaten in het fort. De Zuidelijken vuurden een waarschuwingsschot af met hun kanon en stuurden een boodschapper naar het fort met de vraag tot overgave. De Noordelijke bevelhebber, kapitein James Doyle, weigerde. Doyle liet zijn twee kanonnen buiten het vuur in stelling brengen. Er ontstond een vuurgevecht die tot het invallen van de duisternis duurde. Eén Noordelijke soldaat sneuvelde. De volgende ochtend trokken de Zuidelijken zich terug. De Noordelijken verlieten het fort in maart.

## Aanbevolen lectuur
- Grismer, Karl Hiram, Story of Fort Myers, The History of the Land of the Caloosahatchee and Southwest Florida. Island Press, 1984 ISBN 0-87208-226-1.